# 三氧化钨
三氧化钨（化学式：WO3）是钨(VI)的氧化物，是从钨矿制取单质钨工业的重要中间体。该冶炼过程涉及两步：第一步用碱处理钨矿，制得WO3，然后用碳或氢气还原三氧化钨，得到金属钨：
WO3 + 3H2 → W + 3H2O
2WO3 + 3C → 2W + 3CO2

## 制备
三氧化钨可由很多方法制备：
- 先用钨酸钙与盐酸反应生成钨酸沉淀，然后钨酸高温分解成为三氧化钨和水。[1]

CaWO4 + 2HCl → CaCl2 + H2WO4
H2WO4 → H2O + WO3
- 氧化剂存在下，仲钨酸铵热分解：[2]

(NH4)10[H2W12O42]·4H2O → 12 WO3 + 10NH3 + 11H2O

## 结构
三氧化钨的结构取决于温度：它在740 °C以上为四方晶系、330-740 °C为正交晶系、17-330 °C为单斜晶系、-50-17 °C为三斜晶系。单斜的结构最常见，其空间群为P21/n。

## 化学性质
三氧化钨的性质随制备条件的不同（速率和温度）而不同：低温下制得的三氧化钨较活泼，易溶于水；高温制得的三氧化钨则不溶于水。此外，若仲钨酸铵热分解时为还原性气氛，则产物为蓝色氧化钨（钨蓝，WO3-x），组分不定，主要是三氧化钨、铵盐和二氧化钨。
用还原剂，如锡还原钨酸盐溶液也可得到“钨蓝”，使整个溶液呈蓝色。

## 用途
除制取金属钨外，黄色的三氧化钨也可作为颜料，用在陶瓷和涂料中。使用红外线電致變色的非接触式车窗控制系统（Smart windows）中，也应用了三氧化钨。